# Tales of Creation
Tales of Creation är Candlemass fjärde album och det sista studioalbumet med Messiah innan återföreningen på 2000-talet. Tales of Creation är ett ambitiöst temaalbum om döden och livet efter detta. Under the Oak är en nyinspelning av låten med samma namn på Candlemass debutalbum Epicus Doomicus Metallicus. Materialet är producerat och mixat av bandmedlemmarna själva tillsammans med Mats Lindfors. De talade partierna är gjorda av Jim Bachman. Albumet släpptes 1989.

## Låtlista
1. "The Prophecy"  – 1:28
2. "Dark Reflections"  – 5:06
3. "Voices in the Wind"  – 0:15
4. "Under the Oak"  – 6:00
5. "Tears"  – 4:13
6. "Into the Unfathomed Tower"  – 3:05
7. "The Edge of Heaven"  – 6:25
8. "Somewhere in Nowhere"  – 3:48
9. "Through the Infinitive Halls of Death"  – 5:07
10. "Dawn"  – 0:26
11. "A Tale of Creation"  – 6:54